# Juan Carlos Girauta i Vidal
Juan Carlos Girauta i Vidal (Barcelona, 12 de març de 1961) és un advocat, periodista i polític català. Va ser diputat per Ciutadans al Congrés dels Diputats des de 2016 fins a 2019.

## Biografia
Va estudiar amb els jesuïtes del carrer de Casp. Posteriorment, es va llicenciar en Dret per la Universitat de Barcelona i va fer una MBA per l'Escola Superior d'Administració i Direcció d'Empreses (ESADE). També va començar un doctorat en Filosofia, que no va acabar. Va arribar a militar en el Partit dels Socialistes de Catalunya però el va abandonar l'any 1986. Anys més tard, el 2003 i 2004 es va presentar com a candidat del Partit Popular en tres eleccions (municipals per Castelló d'Empúries i al Parlament de Catalunya el 2003 i al Congrés de Diputats l'any següent).
La seva activitat com a periodista i analista polític i econòmic s'ha desenvolupat en mitjans de comunicació com l'ABC, COPE, Onda Cero (habitual del programa Julia en la Onda), 8tv, Libertad Digital o esRadio.
Dins de la seva activitat política, s'ha involucrat amb Ciutadans - Partit de la Ciutadania i amb el Moviment Ciutadà, partit amb el qual va ser escollit eurodiputat com a número dos de la llista per a les eleccions al Parlament Europeu de 2014. Després d'aconseguir aquest partit dos escons, Girauta va obtenir acta de diputat al costat del cap de llista, Javier Nart.
A les eleccions generals espanyoles de 2015 fou candidat de Ciutadans per Barcelona i assolí acta de diputat, alhora que fou nomenat portaveu del Grup Parlamentari Ciutadans al Congrés dels Diputats. Va revalidar l'escó a les eleccions generals espanyoles de 2016.
El 25 de febrer de 2019 va decidir presentar-se a les primàries per ser candidat de Ciutadans per Toledo per a les eleccions generals del 28 d'abril; més de la meitat de l'agrupació de Cs a Talavera de la Reina va procedir a dimitir en bloc i a sol·licitar la seva baixa del partit, lamentant, entre altres motius, aquesta decisió. No obstant això, va tornar a revalidar l'escó. En canvi, a les eleccions generals del 10 de novembre del mateix any, va perdre l'escó. El 5 de maig de 2020 va comunicar la seva baixa de Ciutadans per discrepàncies amb la direcció del partit.
Ha estat condecorat amb la creu de l'Orde al Mèrit de la Guàrdia Civil.

## Obra publicada
- ... y hasta la noche tiene <<todavías>>, 1980
- Memoria de los días sin mar
- El impulso de Beamon, 1992, Ed. Don Balón. (amb Xavier Bonastre Thio)
- Dedíquese a lo importante, 1998.
- Hacia dónde va el management: claves de un nuevo paradigma, 2004, CIE Inversiones Editoriales Dosssat-2000.
- La república de Azaña, 2006, Ed. Ciudadela.
- La eclosión liberal, 2006, Ed. Martínez Roca.
- El desorden, 2008, Ed. Belacqua.
- La verdadera historia del PSOE, 2010, Ed. Buenas letras.
- Historias, 2010, Ed. Buenas Letras.
- Votaré no, 2013, Ediciones B.